# مجوز (فیلم ۲۰۰۲)
مجوز (فرانسوی: Laissez-passer‎) فیلمی فرانسوی در ژانر درام تاریخی به کارگردانی برتران تاورنیه است که در سال ۲۰۰۲ منتشر شد.

## بازیگران
- ژاک گامبلن
- دنیس پودالیدس
- کریستیان برکل
- ماری ژیلن
- الیویه گورمه
- ایو گلدبرگ
- لیلیان روور
- ریچارد زامل
- رابرت گلنیستر
- تیم پیگات-اسمیت
- هانس ورنر مایر
- ژاک بوده
- سرژ ریابوکین